# Collasuyo

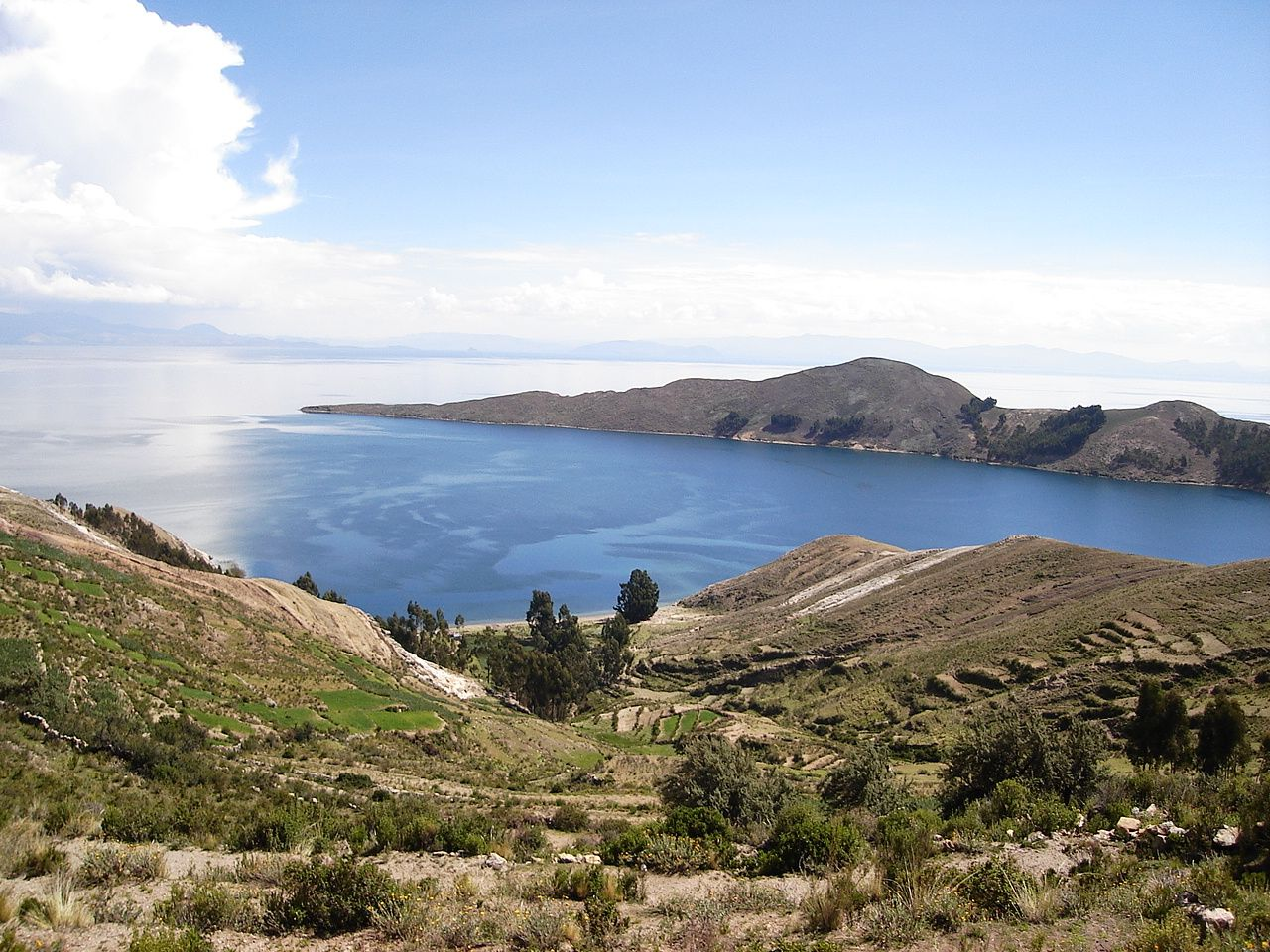
Ao redor do Titicaca, se formaram os reinos collas.

O Collasuyo (aimará:Qullasuyu pronunciaçãoⓘ) era uma divisão ou Suyu das quatro que compunham o Império Inca, também conhecido como Tahuantinsuyo. 
No império inca os suyos eram parte de um sistema de classificação em que a divisão superior (Hanan Suyukuna)- formada por Chinchaysuyo e Antisuyo- era cortada pela divisão inferior (Hurin Suyukuna)- composta pelo Cuntisuyo e Collasuyo. Dessa forma se estabeleciam quatro partes e na interseção delas estava o Cuzco, o "umbigo do mundo".
O Collasuyo deve seu nome aos povos collas de língua aimará que ocupavam a região antes da invasão inca e tinham reinos na região do Lago Titicaca. 
Quanto à localização geográfica o Collasuyo se estendia do sul do Peru, passando pelo Altiplano boliviano até as proximidades do Rio Maule no Chile. Do oeste ao leste, desde as costas do Pacífico até as planícies de Santiago del Estero, na Argentina.

## Wamani
Cada suyu dividia-se em Wamani ou províncias, o Collasuyo era formado pelos seguintes Wamanis:
- Arica ou Arika
- Cana ou Kana
- Canche ou Kanche
- Caranga ou Karanka
- Caruma
- Cavina ou Kawina
- Chicha
- Cochabamba ou Quchapampa
- Collagua
- Coquimbo
- Lipe
- Locumba
- Lupaca ou Lupaqa
- Pacajes ou Pacasa
- Qolla Urcosuyu ou Qulla Urqusuyu
- Sama
- Tambo ou Tampu
- Tarata
- Ubina
- Yampara
- Humahuaca
- Chicoana ou Sikuani
- Quire-Quire ou Kiri-Kiri
- Tucumán ou de Tucma
- Chile ou Chili (atual Vale do Aconcágua em Valparaíso)